# Collapse into Now
Collapse into Now er et studiealbum af det amerikanske alternative rockband R.E.M. udgivet i 2011. Det blev det sidste studiealbum som gruppen udgav inden det blev de blev opløst i september samme år. Det er det eneste album med materiale, som bandet aldrig optrådte med.
Fra albummet kommer singlerne "Mine Smell Like Honey", "Überlin" og "Oh My Heart".

## Spor
Alle sange er skrevet af Bill Berry, Peter Buck, Mike Mills og Michael Stipe, hvis der ikke står andet.
1. "Discoverer" – 3:31
2. "All the Best" – 2:48
3. "Überlin" – 4:15
4. "Oh My Heart" (Buck, Mills, Stipe, and Scott McCaughey) – 3:21
5. "It Happened Today" – 3:49
6. "Every Day Is Yours to Win" – 3:26
7. "Mine Smell Like Honey" – 3:13
8. "Walk It Back" – 3:24
9. "Alligator_Aviator_Autopilot_Antimatter" – 2:45
10. "That Someone Is You" – 1:44
11. "Me, Marlon Brando, Marlon Brando and I" – 3:03
12. "Blue" (Buck, Mills, Stipe, and Patti Smith) – 5:46